# Potasiu
Potasiul (sau kaliu, notat cu simbolul K, din latină kalium, din limba arabă: القَلْيَه‎ al-qalyah „cenușă de plante”) este elementul chimic cu numărul atomic 19. Are masa atomică de 39,0983 u.a.m.
Acest element chimic a fost izolat prima dată din potasă. Este un metal alcalin de culoare alb-argintie, maleabil și ductil, care se oxidează ușor în aer. Reacționează violent cu apa, generând suficientă căldură pentru a aprinde hidrogenul gazos eliberat; poate reacționa și cu gheața până la temperatura de -100 °C.
În natură este întâlnit numai sub formă de sare ionică, este prezent în concentrație semnificativă, în stare dizolvată, în apa de mare, de asemenea este întâlnit, sub forma diverșilor compuși, ca și constituent al unor minerale. Ionul de potasiu, prezent în țesuturile vegetale și animale, este un oligoelement indispensabil în metabolismul celulelor vii. Cea mai ridicată concentrație de potasiu o au celulele plantelor, fiind aglomerat în special în fructul lor.
Concentrația mare de potasiu din plante, asociat cu cantitățile foarte scăzute de sodiu din acestea, conduce la izolarea potasiului din cenușa de plante, fiind din punct de vedere istoric factorul care a condus la numele de potasă. Agricultura intensă privează solul de potasiu, iar fertilizatorii agricoli consumă 93% din producția chimică a potasiului la nivel de economie globală modernă.
Potasiul și sodiul sunt metale alcaline, care sunt identice din punct de vedere chimic, acesta fiind un motiv pentru care sărurile acestora nu au fost diferențiate istoric. S-a constatat că sunt elemente chimice diferite doar în momentul când au fost izolate prin electroliză la începutul secolului 19.
Funcțiile potasiului și ale sodiului în organismele vii sunt diferite. Animalele, în special, folosesc sodiul și potasiul diferit pentru a genera potențial electric în celulele lor, în special țesutul nervos. Deficitul de potasiu la animale, inclusiv omul, conduce la numeroase disfuncții neurologice.

## Răspândire în natură

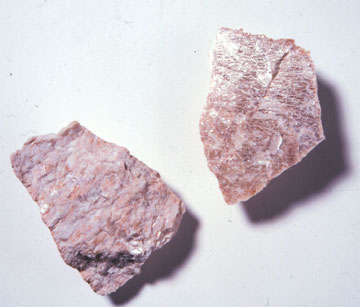
Potasiul în feldspat

Potasiul nu este răspândit în stare nativă deoarece reacționează violent cu apa. La fel ca și alți compuși, potasiul are un procentaj de 1,5% din greutatea scoarței terestre și este al șaptelea element ca răspândire pe planetă. Fiind foarte electropozitiv, potasiul metalic este foarte greu de obținut din mineralele sale. Potasiul sub formă ionică este prezent și în apa mărilor, cantitatea de potasiu fiind de aproape 1/30 din cea existentă de sodiu, deoarece potasiul este mai strâns în legătură cu solul sub forma silicaților. Ca rezultat, nu este eliberat imediat în ocean și este prezent și în biosferă.
Forma stabilă a potasiului este creată în supernove, în urma procesului-r.

## Descoperire
Potasiul elementar nu a fost cunoscut în Roma Antică, iar numele lui nu derivă din latina clasică, ci mai degrabă din neo-latină. Numele kalium a fost împrumutat de la cuvântul „alkali”, cuvânt de proveniență arabă, al qalīy = „cenușă calcinată”. Denumirea de potasiu derivă de la cuvântul „potasă”, substanță al cărei nume uzual este dat carbonatului de potasiu și care putea fi obținută din resturile vegetale carbonizate. Prin încălzire, carbonatul eliberează dioxidul de carbon, iar produsul de reacție este potasa caustică, nume dobândit datorită arsurilor chimice ce pot apărea în cazul contactului cu țesutul uman.
Potasiul metalic a fost descoperit în anul 1807 în Anglia de către Sir Humphry Davy, care a obținut potasiu din potasa caustică, prin electroliza sării topite utilizând nou-descoperita pilă voltaică. Înainte de secolul al XVII-lea nu se putea face o distincție clară între potasiu și sodiu din cauza proprietăților fizico-chimice foarte asemănătoare ale acestora. A fost primul metal izolat prin metoda electrolitică. Davy a extras sodiul printr-o metodă similară, demonstrând astfel diferența dintre elementele chimice.
În anul 1808, chimiștii francezi Louis-Josef Gay-Lussac și Louis-Jacques Thenard au reușit separarea potasiului dintr-un amestec de hidroxid de potasiu și fier încălzit la temperaturi înalte. Metoda aceasta a fost ulterior utilizată de către Davy pentru obținerea unei cantități mai mari de metal.

## Structura atomică

Atomul de potasiu, reprezentat cu învelișul de electroni.

Structură atomică a potasiului este determinată de numărul nucleonilor din nucleul atomic, astfel că pentru izotopul său natural, 39K, potasiul are 19 protoni și 20 de neutroni. Raza atomică medie este de 2,77Å, iar volumul molar al acestuia este de 45,46 cm³/mol. Raza covalentă este de 2,03Å.
Configurația electronică a atomului de potasiu este următoarea:
| nivelul K: 1s2 nivelul L: 2s2p6 nivelul M: 3s2p6 nivelul N: 4s1 |

## Producție
Producția mondială de potasiu este raportată ca fiind în jur de 200 tone pe an, în timp ce zăcămintele de minereuri de potasiu cunoscute până în prezent, exploatabile în mine, pot asigura o producție totală de 50 de milioane de tone. Potasiul metalic pur poate fi izolat prin electroliza hidroxidului de potasiu, proces care a fost puțin îmbunătățit de la Davy încoace. Metodele metalurgice termochimice, folosite de asemenea în producția de potasiu, utilizează ca materie primă clorura de potasiu pentru elaborarea metalului pur.
Sărurile de potasiu precum carnalitul, langbeinitul, polihalitul și silvitul sunt prezente în depozite prețioase prin concentrație ridicată de potasiu în bazinele lacurilor vechi, făcând astfel ca extracția lor să fie avantajoasă din punct de vedere economic. Principala sursă de potasiu, potasa, este exploatată în regiuni precum Saskatchewan, California, Germania, New Mexico, Utah. De asemenea este găsit în abundență în Marea Moartă. La peste 900 de metri sub suprafața regiunii Saskatchewan sunt depozite mari de potasă, surse importante de potasiu și săruri ale acestuia, cu câteva mine mari ce sunt operaționale din perioada anilor '60. Saskatchewan a pionierat tehnica înghețării sărurilor umede (formarea Blairmore) pentru a le manevra prin puțurile miniere. Principala companie minieră este Corporația de Potasă din Saskatchewan. Oceanele reprezintă o altă sursă de potasiu, însă cantitatea prezentă într-un volum dat de apa de mare este relativ scăzut, în comparație cu sodiul.

## Izotopii potasiului
Potasiul are 24 de izotopi cunoscuți, dintre care trei sunt întâlniți în natură în următoarele proporții: 39K (93,3%) 40K (0,0117%) și 41K (6,7%). Izotopul 40K se dezintegrează în izotopul stabil 40Ar (11,2% din dezintegrări) prin captura electronică sau emisie de pozitroni, sau se descompune în 40Ca (88,8% din dezintegrări) prin dezintegrare beta; 40K are un timp de înjumătățire de 1.250×109 ani.
Dezintegrarea izotopului 40K în 40Ar activează o metodă folosită în datarea rocilor. Metoda convențională de datare prin potasiu și argon presupune că rocile nu conțineau argon la momentul formării și că argonul radiogenic a fost reținut cantitativ (de exemplu 40Ar). Mineralele sunt datate prin măsurarea concentrației de potasiu și de 40Ar radiogenic acumulat. Mineralele cele mai potrivite pentru datare includ biotitul,, muscovitul hornblenda plutonică/metamorfică de grad înalt și feldspat vulcanic; mostre întregi de roci din curgerile vulcanice și întruziuni pot fi de asemenea datate dacă sunt nealterate.
O altă aplicație a izotopilor potasiului a fost în studiul meteorologic. Sunt de asemenea folosiți în studiul ciclului biogeochimic, deoarece potasiul este un macronutriment necesar vieții.
Cantitatea de 40K care este răspândită în potasiul din natură (implicit în unii substituenți comerciali ai sării) este suficientă pentru a indica faptul că acele pungi cu substituenți sunt surse radioactive în demonstrațiile la clasă. În animalele și oamenii sănătoși, 40K reprezintă cea mai mare sursă de radioactivitate, mai mare decât cea a izotopului 14C. Într-un corp uman, cu masa de 70 kg, aproximativ 4,400 de nuclei de 40K sunt dezintegrați în fiecare secundă.
Activitatea potasiului natural este de 31 Bq/g.

## Teste analitice
La testul în flacără, potasiul și compușii săi emit o culoare pală de violet, care poate fi mascată într-un galben puternic de către sodiul conținut, dacă acesta este prezent. Sticla de cobalt poate fi folosită pentru a filtra culoarea galbena provocată de sodiu. Concentrația de potasiu în soluție este determinată prin fotometria cu flamă, spectrofotometria cu absorbție atomică sau prin electrozi ion-selectivi.

## Proprietăți fizice

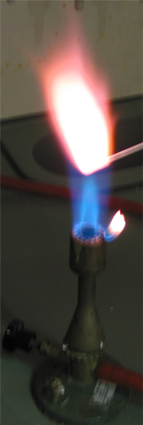
Culoarea la testul flăcării pentru potasiu

Potasiul este cel de-al doilea metal care are o densitate redusă (0.856 g/cm3); doar litiul este mai puțin dens (0.53 g/cm3). Este un metal moale, cu un punct de topire scăzut, fiind ușor de tăiat cu un cuțit. În tăietura proaspătă, este un metal argintiu, însă în aer începe imediat să capete o culoare cenușie.. Punctul de topire al potasiului este de 63 °C, iar punctul de fierbere este de 770 °C.

## Reactivitate chimică
Potasiul trebuie să fie protejat de aer atunci când este stocat pentru a preveni coroziunea metalului provocată de oxidul și hidroxidul acestuia. De obicei, mostrele sunt păstrate într-un mediu de hidrocarbură, unde nu reacționează cu metalele alcaline, precum uleiul mineral sau kerosenul. Reacția potasiului cu oxigenul generează superoxidul de potasiu, KO2.
La fel ca și alte metale alcaline, potasiul reacționează violent cu apa, producând hidrogen. Reacția este mult mai violentă decât cea a litiului sau a sodiului cu apa și este suficient de exotermă pentru a cauza aprinderea hidrogenului rezultat.
2K(s) + 2H2O(l) → H2(g) + 2KOH(aq)
Deoarece potasiul reacționează rapid chiar și cu urme de apă, și produșii săi de reacție sunt nonvolatili, este folosit uneori singur sau cu NaK (un aliaj cu sodiul care este lichid la temperatura camerei) pentru a usca solvenții, metodă alternativă distilării. În acest rol, servește ca un desicant puternic.
2K(s) + 2H2O → 2KOH(aq) + H2(g)
Potasiul reacționează de asemenea cu halogenii, formând fluorura, clorura, bromura și, respectiv, iodura de potasiu: KF, KCl, KBr, KI.
2K(s) + F2(g) → 2KF(s)
2K(s) + Cl2(g) → 2KCl(s)
2K(s) + Br2(g) → 2KBr(s)
2K(s) + I2(g) → 2KI(s)
Potasiul se dizolvă în acid sulfuric diluat, formând soluții ce conțin ionul K+, împreună cu hidrogenul gazos.
2K(s) + H2SO4(aq) → 2K+(aq) + SO42-(aq) + H2(g)
Potasiul se aprinde la rece în atmosferă de dioxid de azot.
Hidroxidul de potasiu reacționează puternic cu dioxidul de carbon producând carbonat de potasiu, fiind folosit la îndepărtarea urmelor de CO2 din aer.
2KOH(aq) + CO2 → K2CO3 + H2O(g) 
Compușii potasiului în general sunt foarte solubili în apă, datorită energiei mari de hidratare a ionului K+. Ionul de potasiu este incolor în apă.
Metodele de separare a potasiului prin precipitare, uneori pentru analiza gravimetrică, includ metode precum utilizarea tetrafenilboratului de sodiu, acidului hexacloroplatinic și cobaltinitritului de sodiu.

## Potasiul în organismul uman

### Funcție biochimică
Cationii de potasiu sunt importanți în funcționarea neuronilor (creier și nervi) și influențarea echilibrului osmotic dintre celule  și lichidul interstițial, cu o distribuție imediată în toate animalele (însă nu în toate plantele, de exemplu algele) de către așa-numita pompa de Na+/K+-ATP.
Potasiul poate fi detectat gustativ deoarece provoacă trei dintre cele cinci senzații gustative, în funcție de concentrație. Soluțiile diluate ale ionului de potasiu au un gust dulce (permițând concentrații moderate în lapte și sucuri), în timp ce concentrațiile mai mari devin acre, și la final conferă un gust sărat. Combinația dintre amar și sărat de către suplimentarea prin ingestie a lichidelor cu conținut ridicat de potasiu reprezintă o provocare palatabilă.

### Polarizarea membranei
Potasiul este important în prevenirea contracțiilor musculare și trimiterea tuturor semnalelor nervoase în organismele animale prin potențialul de acțiune. Prin natura lor electrostatică și prin proprietățile lor chimice, ionii de K+ sunt mai mari decât ionii de Na+, iar canalele și pompele ionice din celulele membranelor pot să deosebească cele două tipuri de ioni, pompând activ sau permițând trecerea pasivă a unuia din ei, în timp ce al doilea ion este blocat.
Un deficit de potasiu în fluidele corpului conduce la o stare patologică numită hipokalemie care poate fi fatală, situație care survine în urma unor manifestări precum diaree, diureză ridicată și vărsături. Printre simptomele hipokalemiei se numără slăbiciunile musculare, reflexe încete, ileusul paralitic, anomaliile ECG și, în cazurile severe, paralizia respiratorie, alcaloza și aritmia cardiacă.

### Filtrarea și excreția
Potasiul este un micronutrient mineral esențial în nutriția umană; este cationul major din interiorul organismelor animale, fiind important în menținerea echilibrului fluidelor și electroliților din corp. Cationii de sodiu sunt prezenți în plasma sanguină în cantitatea de 145 miliechivalenți per litru (3345 miligrame) și potasiul în fluidele celulelor în cantitatea de 150 miliechivalenți per litru (4800 miligrame). Plasma este filtrată prin glomerulii rinichilor în cantități mari, ce pot atinge nivelul de 180 litri pe zi. Prin aceasta, 602 grame de sodiu și 33 grame de potasiu sunt filtrate zilnic.
Cantitatea de element care trebuie reabsorbită din dietă este preferabil a se situa la nivelul de 1-10 grame de sodiu și 1-4 miligrame de potasiu. Sodiul trebuie reabsorbit în așa manieră încât volumul sanguin să fie constant, la fel și presiunea osmotică; potasiul trebuie absorbit încât să mențină concentrația serului la 4.8 miliechivalente (aproximativ 190 miligrame) per litru. Pompa de sodiu din rinichi trebuie să opereze mereu pentru a conserva sodiul; potasiul trebuie de asemenea conservat, însă pe măsură ce cantitatea de potasiu din plasma sanguină este foarte mică și cantitatea de potasiu din celule este de treizeci de ori mai mare, acest lucru nu reprezintă o problemă pentru organism. Din moment ce potasiul este pompat pasiv comparativ cu sodiul, ca răspuns la un aparent echilibru Donnan, urina nu poate scădea nivelul de potasiu din ser, exceptând situațiile când excretă apă în mod activ la sfârșitul procesării. Potasiul este secretat de două ori și reabsorbit de trei ori înainte ca urina să ajungă la tuburile colectoare. La acel punct, de obicei, concentrația de potasiu este aceeași cu cea din plasmă. Dacă este eliminat din dietă, există o excreție minimă obligatorie de potasiu de către rinichi, de aproximativ 200 mg pe zi, când serul ajunge la nivelul de 3.0-3.5 miliechivalențe per litru în aproape o săptămână, și nu poate fi eliminat total. Deoarece nu poate fi stopat complet, decesul intervine atunci când toată cantitatea de potasiu a corpului scade către jumătate. La sfârșitul procesării, potasiul este secretat încă o dată, dacă nivelurile serului sunt prea mari.

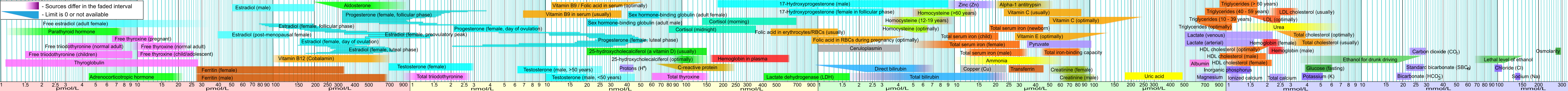
Referințe pentru testele de sânge, arătând cantitatea de potasiu din sânge (3.6 spre 5.2 moli/l) în albastru, în partea dreaptă a spectrului.

Potasiul este pompat pasiv prin peretele celular. Când ionii se mișcă prin pompe, acestea au anumite spații pe fiecare parte a peretelui celular și doar un singur spațiu poate fi deschis. Ca rezultat, sunt forțați să intre 100 de ioni pe secundă. Porii au doar un singur spațiu, iar acest tip de ioni pot trece de la un număr de 10 milioane la 100 de milioane de ioni pe secundă. Porii au nevoie de calciu pentru a se putea deschide deși se crede că acesta acționează în mod revers, blocând cel puțin unul din pori. Grupările carbonil din interiorul porilor aminoacizilor mimetizează hidratarea apei ce are loc în soluțiile apoase prin natura încărcărilor electrostatice a celor patru grupări carbonil din interiorul porilor.

### Potasiul în dietă și ca supliment alimentar

#### Aportul adecvat
Un aport adecvat de potasiu pentru a susține viața este garantat prin consumarea unor alimente variate, în special legume. Cazurile clare de deficiență de potasiu sunt rare la indivizii care au o dietă echilibrată. Alimentele cu un conținut ridicat de potasiu includ sucul de portocale, cartofii, bananele, roșiile, broccoli, soia, orezul brun, usturoiul, caisele și avocado, potasiul fiind des întâlnit în majoritatea fructelor, legumelor și cărnurilor.

#### Compoziție nutritivă[102]:
| Aliment (100 g)           | Valoare nutrițională (mg) |
| ------------------------- | ------------------------- |
| Turmeric                  | 2525                      |
| Algă uscată               | 1363                      |
| Caisă uscată              | 1162                      |
| Fistic                    | 1025                      |
| Stafidă                   | 1000                      |
| Migdale prăjite           | 746                       |
| Migdale crude             | 725                       |
| Ciocolată amăruie         | 715                       |
| Arahide                   | 705                       |
| Smochine uscate           | 680                       |
| Alune de pădure           | 680                       |
| Spanac                    | 558                       |
| Cartofi copți în coajă    | 535                       |
| Avocado                   | 485                       |
| Nuci                      | 441                       |
| Fasole boabe              | 405                       |
| Salată verde              | 360                       |
| Banane                    | 358                       |
| Pepene galben             | 350                       |
| Carne de porc             | 350                       |
| Carne de miel             | 350                       |
| Cartof dulce              | 337                       |
| Sfeclă roșie              | 325                       |
| Morcov                    | 320                       |
| Ciuperci champignon       | 318                       |
| Kiwi                      | 312                       |
| Ridichi albe              | 280                       |
| Caisă                     | 259                       |
| Carne de pui              | 250                       |
| Roșii                     | 237                       |
| Ridichi roșii             | 233                       |
| Smochine crude            | 232                       |
| Vânătă                    | 230                       |
| Iaurt                     | 228                       |
| Ardei gras roșu           | 211                       |
| Dovleac                   | 200                       |
| Portocale                 | 181                       |
| Mango                     | 156                       |
| Lapte integral            | 143                       |
| Lămâie                    | 138                       |
| Grapefruit (roz sau roșu) | 135                       |
| Ouă de găină              | 134                       |
| Algă crudă                | 127                       |

#### Aportul optim
Studiile epidemiologice și studiile pe animale pentru a studia hipertensiunea au indicat că dietele cu conținut mare de potasiu pot reduce riscul apariției hipertensiunii arteriale și infarctelor (printr-un mecanism independent de presiunea sanguină) și un deficit de potasiu combinat cu un aport inadecvat de tiamină a produs boli cardiace la șobolani. Cu aceste rezultate, aportul optim de potasiu este disputat. De exemplu, în anul 2004 directivele Institutului de Medicină specificau o doză optimă recomandată de 4,000 mg de potasiu (100 miliechivalente), deși majoritatea americanilor consumă doar jumătate din acea cantitate pe zi, care i-ar categorisi ca fiind deficienți conform acestei recomandări. Similar, în Uniunea Europeană, în Germania și Italia, deficitul de potasiu este comun.
Valoare Nutrițională de Referință (VNR) recomandată de Uniunea Europeană este de 2000 mg.

#### Supliment medical și boli
Suplimentele pe bază de potasiu în medicină sunt utilizate în diureticele anselor și tiazidelor, clase de diuretice care elimină sodiul și apa, însă au ca efect secundar pierderea potasiului în urină. O varietate de suplimente medicale și non-medicale sunt disponibile. Sărurile de potasiu precum clorura de potasiu pot fi dizolvate în apă, însă gustul sărat/amar din cauza concentrației mari de ioni de potasiu fac ca suplimentele lichide palatabile de concentrație mare să fie greu de suportat. Suplimentele medicale tipice au doze ce variază de la 10 miliechivalențe (400 mg, aproximativ egale cu o cană de lapte) la 20 miliechivalențe (800 mg) per doză. Sărurile de potasiu sunt disponibile în tablete sau capsule, care pentru scopuri terapeutice sunt formulate pentru a permite potasiului să iasă începând din matriță, pe măsură ce concentrația mare de ioni de potasiu poate ucide țesutul, și poate cauza leziuni mucoase gastrice sau intestinale. Din acest motiv, suplimentele cu potasiu fără prescripție sunt limitate în Statele Unite la doar 99 mg de potasiu.
Indivizii afectați de boli renale pot suferi anumite reacții adverse datorate consumului excesiv de potasiu din alimentație. Pacienții cu insuficiență renală care fac dializă trebuie să aibă în vedere limitele aportului de potasiu, rinichii fiind cei care controlează excreția potasiului și instalarea hipokalemiei sau hiperkalemiei pot declanșa aritmii cardiace fatale. 

## Aplicații

### Aplicații agricole

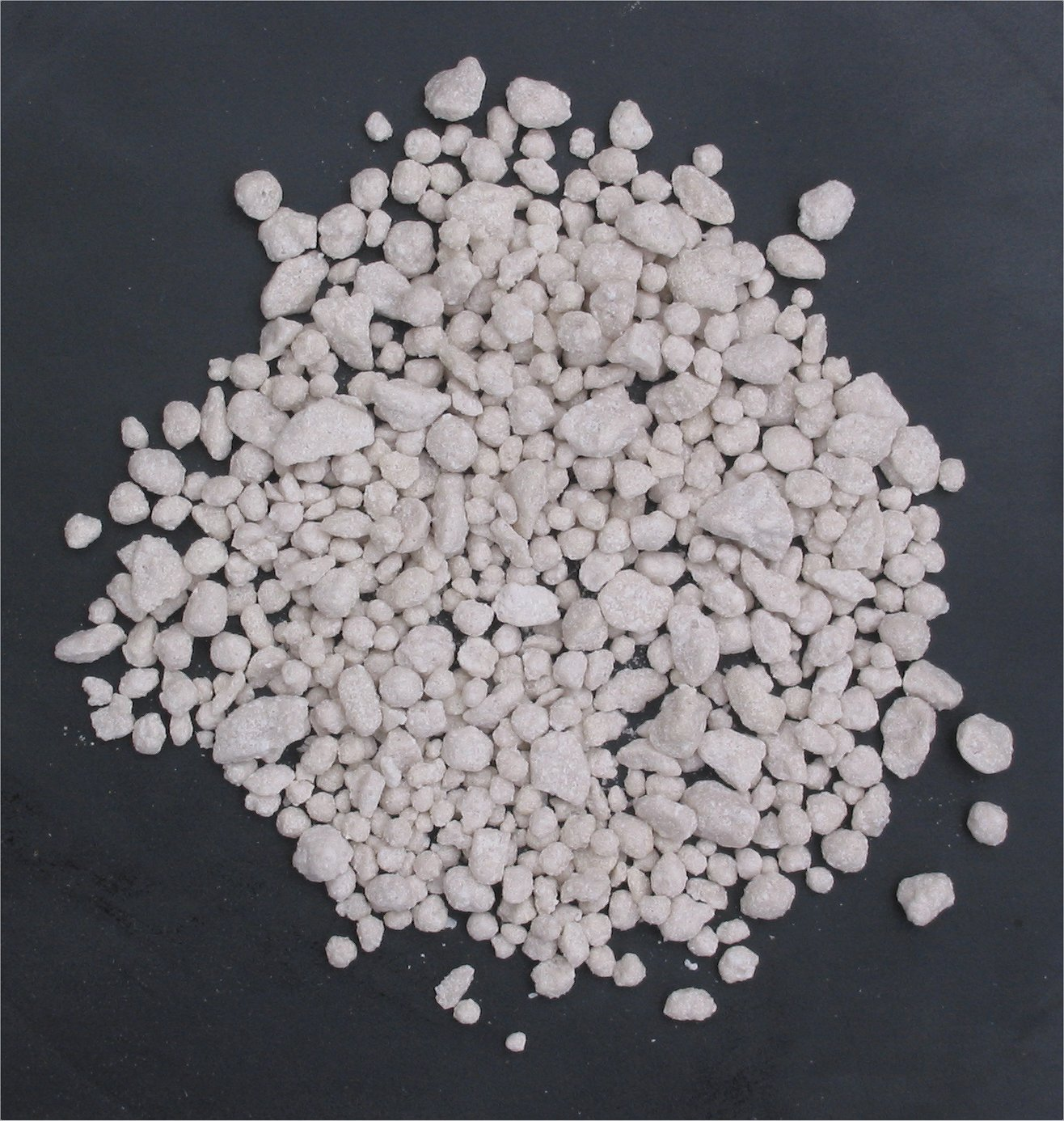
Fertilizatori pe bază de sulfat de potasiu și magneziu

Principala utilizare în domeniul agriculturii, horticulturii și culturile hidroponice este cea de îngrășământ chimic sub formă de clorură de potasiu, sulfat de potasiu sau azotat de potasiu. Aproximativ 93% din producția mondială de potasiu este consumată de industria îngrășămintelor.
Clorură de potasiu; KCl, numită și muriat de potasiu sau silvină, este cel mai comun compus de potasiu utilizat cu rol de fertilizator sub formă granulară, având dezavantajul că absoarbe ușor apa ceea ce conduce la formarea bulgărilor. Conține 60%K2O (50% K)..
Sulfat de potasiu; K2SO4. Conține 50% K2O (42 % K). În practica agricolă, este mult mai apreciat decât KCl deoarece, spre deosebire de clorură, sulfatul de potasiu nu prezintă probleme de aglomerare în condiții de umiditate și poate fi folosit în combinație cu alte îngrășăminte. Totuși, este mult mai scump decât clorura, și nu a fost observată nicio diferență de eficacitate în fertilizare față de efectele aplicării K2SO4 sau KCl.
Altele două surse de potasiu impur sunt folosite uneori ca și fertilizatori: sărurile de potasiu (30% K2O, 25% K) și Kainitul (14 % K2O, 12% K). Aceștia absorb umezeala și au tendința de pietrificare. Totodată conțin o proporție însemnată de clorură de sodiu, astfel încât folosirea regulată a acestora poate conduce la diminuarea până la distrugerea fertilității solului prin salinizare excesivă.

### Aplicații alimentare
Ionul de potasiu este un nutriment necesar pentru viața și sănătatea umană. Clorura de potasiu este utilizat ca un substitut pentru sarea de masă de către cei care vor să reducă aportul de sodiu pentru a putea controla hipertensiunea. Listele Departamentului de Agricultură al Statelor Unite au considerat că pasta de tomate, sucul de portocale, sfecla, bananele, cartofii și multe alte alimente ca fiind alimente cu un conținut de potasiu optim.
Tartratul de potasiu și sodiu, sau sarea Rochell (KNaC4H4O6) este principalul constituent al prafului de copt. Bromura de potasiu (KBr) este un oxidant puternic, folosit ca îmbunătățitor al făinii (E924) pentru a îmbunătăți aluatul și a-i îmbunătăți creșterea; a fost interzis in 1989 ca si consecinta a posibilului sau caracter carcinogen.
Bisulfitul de potasiu ( K22(SO3) ) este folosit ca un conservant alimentar, de exemplu în vinuri și în fabricarea berii (însă nu și în cărnuri). Este folosit și în înălbirea textilelor și în tăbăcirea pieilor.

### Aplicații biologice
Ionii de potasiu sunt o componentă esențială în nutriția plantelor și sunt intâlniți în cele mai multe tipuri de soluri.
În celulele animale, ionii de potasiu sunt vitali în menținerea celulelor vii, participand in procesul de pompare Na+-K+.
Sub forma clorurii de potasiu, poate fi utilizat în oprirea activității cardiace, de exemplu la operațiile pe inimă și în soluțiile folosite în executarea prin injecția letală.

### Aplicații științifice și industriale
Vaporii de potasiu sunt utilizați în unele tipuri de magnetometre. Magnetometrul de rezonanță optică se bazează pe efectul Zeeman de despicare a nivelelor energetice ale electronului, proporțional cu intensitatea câmpului magnetic exterior. Vaporii metalelor alcaline din celulele rezonatoare sunt excitate de lumina monocromatică ce provine de la o lampă încărcată cu același tip de vapori. Acest procedeu face posibilă absorbția de energie de către fotoni și trecerea lor într-o stare energetică superioară, producând în paralel un maxim în spectrul de absorbție a luminii în celula fotosensibilă. Acest fenomen are loc în lipsa câmpului magnetic . Dacă asupra celulei rezonatoare se aplică un câmp magnetic, despicarea datorată efectului Zeeman creează noi niveluri energetice, superioare nivelelor excitate de lumina monocromatică, din care electronii nu mai pot fi excitați de către fotonii luminii monocromatice incidente. Analiza spectrului de absorbție, prin măsurarea despicării nivelelor energetice și folosirea formulei frecvenței Larmor, conduce la determinarea cu foarte mare precizie a intensității câmpului magnetic..
Un aliaj de potasiu și sodiu este o substanță lichidă la temperatura camerei, fiind folosită ca un mediu pentru transferul de căldură; poate fi folosit ca un desicant pentru producerea solvenților uscați. Deși pe suprafața acestui aliaj s-a format un strat insolubil, care nu provoacă probleme aliajului, exista un risc semnificativ de explozie daca acest material nu este manevrat corect. Din moment ce superoxidul format pe suprafața aliajului poate conduce la aprinderea spontană, folosirea sa în distilarea solvenților trebuie sa fie descurajată. Reziduurile trebuie tratate cu tert-butanol și cu etanol, înainte de a fi diluate cu apă și neutralizate.
Potasiul metalic reacționează viguros cu toți halogenii pentru a forma haliții corespunzători potasiului, care sunt săruri albe și solubile în apă cu o morfologie cristalină în sistem cubic. Bromura de potasiu și iodura de potasiu sunt folosiți în emulsiile fotografice pentru a fi corespondenții haliților fotosensibili ai argintului.
Hidroxidul de potasiu este o bază puternică, fiind folosită în industrie în neutralizarea acizilor puternici și slabi, astfel având o utilizare în controlul pH-ului și în fabricarea sărurilor de potasiu. Totodată este folosit în fabricarea săpunurilor, uleiurilor și în reacțiile de hidroliză a uleiurilor, de exemplu a esterilor și în detergenților industriali.
Azotatul de potasiu (salpetrul de India) este obținut din surse naturale precum guano și evaporiți sau fabricat prin procesul Haber, fiind un oxidant utilizat în praful de pușcă sau în îngrășăminte.
Cianura de potasiu este folosită în industrie în dizolvarea cuprului și a metalelor prețioase precum aurul și argintul prin formarea complecșilor; aplicațiile acesteia includ mineritul aurului, electroplatinarea și electroformarea acestor metale. Totodată este folosită în sinteza organică pentru a forma nitrilii.
Carbonatul de potasiu (potasă) este utilizat în fabricarea sticlei. Daca este folosita o cantitate pura de carbonat, alaturi de carbonat de calciu si dioxid de siliciu, se obtine o sticla de o calitate superioara, caracterizate de duritate inalta, fuzibilitate grea si rezistenta mare la actiunea substantelor de natura chimica; mai este folosit la fabricarea săpunului și ca un desicant ușor.
Cromatul de potasiu (K2CrO4) este utilizat în cerneluri, vopsele, pete, explozibili, artificii și chibrituri.
Fluorosilicatul de potasiu (K2SiF6) este utilizat în confecționarea sticlelor specializate, ceramică și smalțuri.
Sarea lui Rochell (KNaC4H4O6) este folosită în argintarea oglinzilor.
Superoxidul de potasiu KO2 este un compus solid de culoare portocalie care poate fi folosită ca o sursă portabilă de oxigen și ca un absorbant de dioxid de carbon. Este utilizat in sistemele portabile de respirație si la scară largă de submarine și navete spațiale, având un volum mai mic decât al O2 (g).
4KO2 + 2CO2 → 2K2CO3 + 3O2
Cloratul de potasiu este un oxidant puternic, fiind folosit în fabricarea chibriturilor și în agricultură ca erbicid.

## Aspecte de sănătate și securitate
Potasiul reacționează în mod violent cu apa producând hidrogen gazos, care de obicei se aprinde. Este ținut în uleiuri precum cel mineral sau kerosen, pentru a opri reacția dintre metal și vaporii de apă prezenți în aer. Cu toate acestea, spre deosebire de litiu și sodiu, potasiul nu trebuie ținut definitiv în ulei. Dacă este menținut în acest mediu mai mult de șase luni spre un an, pe metal se poate forma peroxid sensibil la șoc, fiind un factor periculos care poate determina o explozie prin deschiderea capacului mediului colector. Este recomandat ca potasiul, rubidiul sau cesiul să nu fie stocate mai mult de trei luni, decât dacă sunt ținute într-un mediu cu gaz inert (fără oxigen) sau în vid.
Corpul se protejează în mod natural de intoxicația cu potasiu prin dizolvarea și excreția mineralului. În cazuri severe, o persoană va vomita, pentru a păstra limitele biologice ale sângelui în parametri optimi. Dacă excesul de potasiu nu poate fi înlăturat, se instalează problemele cardiace.
Potasiul este extrem de coroziv și distructiv asupra țesuturilor umane, iar toxicitatea potasiului metalic în organismul uman este aproape tot timpul atribuită anionului; își manifestă proprietățile toxice prin indigestie, absorbție dermală și ingestie. Nu s-au raportat efecte carcinogenice, teratogenice sau mutagenice datorate expunerii cronice la potasiu.
Inhalarea prafurilor și particulelor de potasiu pot irita ochii și căile respiratorii. Potasiul poate reacționa cu apa conținută de pasajul bronhial pentru a forma hidroxid de potasiu, care datorită causticității sale poate cauza distrugeri ale țesuturilor, arsuri, ulcerații.
Vaporii de potasiu în stare de oxid pot de asemenea să irite ochii, nasul, gâtul și căile respiratorii și pot cauza tuse, presiune toracală, stări de rău, vomă și pneumonită. Poate reacționa violent sau chiar să explodeze în contact cu mucoasa umedă, ochi umezi sau chiar pielea transpirată, cauzând arsuri termice și distrugeri tisulare.
Ingestia poate cauza dureri grave, vomă, diaree și pierderea cunoștinței; efectele gastrointestinale pot fi severe și posibil letale.